# 耶路撒冷马勒哈车站
耶路撒冷马勒哈车站，以色列耶路撒冷市境内最主要的鐵路车站，位于耶路撒冷南部街区马勒哈。马勒哈火车站为雅法—耶路撒冷鐵路的终点站。耶鲁撒冷市另一个车站位于耶路撒冷圣经动物园，停靠车次较少。